# Hugh Laurie
James Hugh Calum Laurie, OBE (API: /ˈlɒri/, n. 11 iunie 1959) este un actor, scriitor și muzician englez. A devenit cunoscut ca membru al cuplului artistic Fry and Laurie, împreună cu prietenul său, Stephen Fry, iar ulterior ca actor în serialul britanic de televiziune Blackadder. Din 2004, a jucat rolul Dr. Gregory House, protagonistul dramei de televiziune House. Într-un interviu din The Daily Telegraph actorul afirmă că este ateu

## Filmografie
- Blackadder's Christmas Carol (1989)

Flight of the Phoenix 2004